# Ťia-mu-s’
Ťia-mu-s’ (čínsky pchin-jinem Jiāmùsī, znaky 佳木斯) je městská prefektura v Čínské lidové republice. Patří do provincie Chej-lung-ťiang a leží na severovýchodě státu u hranice s Ruskou federací na řece Sung-chua.
Celá prefektura má rozlohu necelých 32 tisíc čtverečních kilometrů a v roce 2020 v ní žily přes dva miliony obyvatel.

## Správní členění
Městská prefektura Ťia-mu-s’ se člení na deset celků okresní úrovně, a sice čtyři městské obvody, tři městské okresy a tři okresy.
| 1 2 3 Ťiao okres · Chua-nan okres · Chua-čchuan okres · Tchang-jüan městský okres · Tchung-ťiang městský okres · Fu-ťin městský okres · Fu-jüan 1. Čchien-ťin 2. Siang-jang 3. Tung-feng |        |                       |                       |             |                                         |
| Název | Název  | Počet obyvatel (2010) | Počet obyvatel (2020) | Rozloha km² | Hustota zalidnění (obyv. na km²) (2020) |
| český přepis | znaky  | Počet obyvatel (2010) | Počet obyvatel (2020) | Rozloha km² | Hustota zalidnění (obyv. na km²) (2020) |
| Městské obvody |        |                       |                       |             |                                         |
| Čchien-ťin | 前进区 | 171 530               | 180 893               | 31          | 5 927                                   |
| Siang-jang | 向阳区 | 233 855               | 295 017               | 46          | 6 390                                   |
| Tung-feng | 东风区 | 161 740               | 121 305               | 169         | 718                                     |
| Ťiao | 郊区   | 314 586               | 265 340               | 1 697       | 156                                     |
| Městské okresy |        |                       |                       |             |                                         |
| Fu-jüan | 抚远市 | 126 694               | 97 329                | 5 175       | 19                                      |
| Fu-ťin | 富锦市 | 437 165               | 414 090               | 7 420       | 56                                      |
| Tchung-ťiang | 同江市 | 179 791               | 176 112               | 6 898       | 26                                      |
| Okresy |        |                       |                       |             |                                         |
| Chua-čchuan | 桦川县 | 202 827               | 145 876               | 2 230       | 65                                      |
| Chua-nan | 桦南县 | 468 698               | 286 855               | 5 073       | 57                                      |
| Tchang-jüan | 汤原县 | 255 211               | 173 688               | 3 196       | 54                                      |
| |        |                       |                       |             |                                         |
| Celkem | Celkem | 2 552 097             | 2 156 505             | 31 935      | 68                                      |

## Partnerská města
- Komsomolsk na Amuru, Rusko

- Nirasaki, Japonsko
- Shoalhaven, Austrálie